# چاجاخو
چاجاخو یک روستا در ایران است که در بخش مرکزی شهرستان سربیشه واقع شده‌است. چاجاخو ۴۴ نفر جمعیت دارد.